# 祖莹
祖莹（?—?），字元珍，范阳郡逎县（今河北省保定市涞水县）人。

## 生平
自幼喜读书，八岁背诵《诗》、《书》，十二岁背《尚书》。《三字经》中“莹八岁，能咏诗”，便是說他。父母怕他生病，禁止他讀書。他赶走书僮和仆人，等到父母睡熟后，再举火读书。後被魏孝文帝元宏召见，入宮讲解五经，号“圣小儿”。累迁国子祭洒。祖莹任冀州镇东府长史，因收贿事發，被罢官除名。李崇任都督，以祖莹任长史。又因偷取军资罪，被罢去。卒赠并州刺史。

## 家族
有子祖珽。

## 延伸阅读
[在维基数据编辑]
 《魏書·卷82》，出自魏收《魏书》
 《北史·卷047》，出自李延壽《北史》